# الرعاية الصحية في سنغافورة

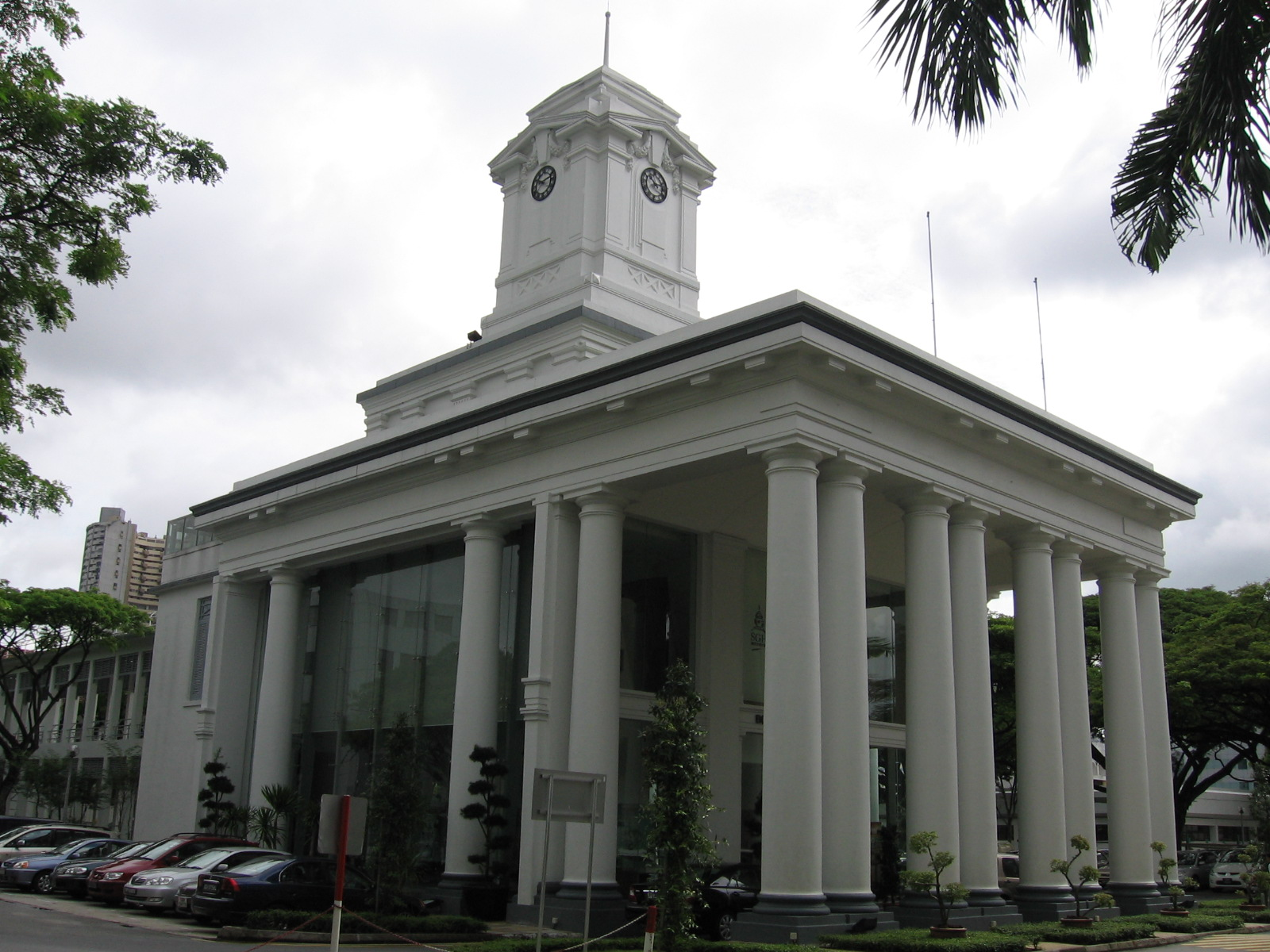
مبنى بويير بلوك في مستشفى سنغافورة العام.

تشرف وزارة الصحة في حكومة سنغافورة على الرعاية الصحية أو على نظام الرعاية الصحية في سنغافورة. يتألف النظام إلى حد كبير من نظام رعاية صحية شامل ذي تمويل عام تديره الحكومة، ويتمثل ببرامج مثل ميدي سيف، وميديشيلد لايف وميدي فاند، ويتضمن هذا النظام أيضًا قطاع عناية صحية معتبر. إضافة إلى ذلك، يتم تمويل تكاليف الرعاية الصحية من خلال مزيج من الإعانات الحكومية المباشرة، والمدخرات الإلزامية الشاملة، وتأمين وطني للرعاية الصحية وتقاسم التكاليف.
تمتلك سنغافورة نظام رعاية صحية فعال وواسع النطاق وفقًا للمعايير العالمية. احتلت سنغافورة المرتبة السادسة في تصنيف منظمة الصحة العالمية لأنظمة الصحة العالمية. صنفت بلومبيرغ نظام الرعاية الصحية في سنغافورة بأنه أكثر الأنظمة كفاءة في العالم لعام 2014. صنفت وحدة الاستخبارات الاقتصادية سنغافورة في المرتبة الأولى بين 166 دولة من حيث نتائج الرعاية الصحية. صنف مؤشر بلومبيرغ للصحة العالمية الذي يشمل 163 دولة، سنغافورة كرابع أكثر بلد صحةً في العالم، والأول في آسيا. صنف مؤشر الأمن الغذائي العالمي في عام 2019، سنغافورة في المرتبة الأولى.
كان السنغافوريون يمتلكون أعلى متوسط عمر متوقع في العالم بلغ 84.8 عام من الولادة حتى عام 2019. يصل متوسط العمر المتوقع الذي تعيشه الإناث إلى 87.6 عامًا، 75.8 منها بصحة جيدة، ويبلغ العمر المتوقع للرجال 81.9 عامًا، 72.5 منها بصحة جيدة. احتلت سنغافورة وفق مؤشر بلومبيرغ للفعالية الصحية، الذي يقيس متوسط العمر المتوقع والإنفاق الطبي، المرتبة الأولى عالميًا من حيث الرعاية الصحية الأكثر كفاءة. في ضوء جائحة كوفيد-19، شملت النتائج الناجمة عن ذلك العام أيضًا تأثير كوفيد-19 على معدل الوفيات وعلى الناتج الإجمالي المحلي في 57 من أكبر الاقتصادات في العالم.
وفقًا لشركة الاستشارة العالمية تاورز واتسون (حاليًا ويليس تاورز واتسون)، فإن لدى سنغافورة «أحد أكثر أنظمة العناية الصحية نجاحًا في العالم، وذلك من ناحية الكفاءة في التمويل والنتائج التي حققها لصحة المجتمع». يُعزى ذلك إلى مزيج من الاعتماد الكبير على حسابات التوفير الطبية، وتقاسم التكاليف والتنظيم الحكومي. تجري الحكومة تعديلات دورية على السياسات في البلاد بغرض تنظيم «عروض وأسعار خدمات الرعاية الصحية في الدولة» في محاولة منها لإبقاء التكاليف تحت السيطرة. من ناحية ثانية، وفي معظم الأحيان، فإن الحكومة لا تعدل بصورة مباشرة تكاليف العناية الطبية الخاصة إلا إذا كان ضروريًا. تخضع هذه التكاليف إلى حد بعيد لعوامل السوق، وتتنوع بشكل كبير داخل القطاع الخاص، على أساس التخصص الطبي والخدمة المقدمة.
علاوة على ذلك، يوضح تاورز واتسون أن المميزات الخاصة لنظام الرعاية الصحية في سنغافورة تعد فريدة من نوعها، وقيل عنه أنه نظام من الصعب جدًا تكراره في عدة دول أخرى». يمتلك العديد من السنغافوريين أيضًا تأمين صحي خاص إضافي (يقدمه غالبًا أرباب العمل) للخدمات التي قد لا تغطيها البرامج الحكومية، مثل طب الأسنان التجميلي وبعض الأدوية بوصفة.

## تاريخها

### سنوات الاستعمار الأولى
عندما وصل رجل الدولة البريطاني ستامفورد رافلز إلى سنغافورة في يناير عام 1819، كان بصحبته طبيب واحد، ومساعد جراح اسمه توماس برنديرغاست، والمسؤول الطبي في مستشفى بينانغ العام. بعد توقيع معاهدة تسمح للشركة الهندية الشرقية البريطانية بتأسيس مركز تجاري في سنغافورة، أشرف برنديرغاست على الاحتياجات الطبية للمركز الطبي المؤسس حديثًا حتى وصل ويليام مونتغومري وعمل كأول جراح في سنغافورة. تم تعيين برندرغاست، كطبيب عسكري، مسؤولًا عن أول مستشفى عام على الجزيرة- مكان صغير مسقوف مُقام بالقرب من تقاطع طريق براس باسا وطريق ستامفورد في عام 1821.
كانت سنغافورة في سنوات الاستعمار الأولى تشكل مركزًا تجاريًا سيء التمويل، بسبب وجود قيود كبيرة على الميزانية نتيجة التزام رافلز بالحفاظ عليها كميناء حر، ما يعني أن الإدارة لم تكن قادرة على جمع الأموال من خلال الرسوم الجمركية. جعل ذلك توفير الرعاية الصحية أكثر صعوبة فعليًا في ظل هذا الميناء الجديد والمزدحم. كانت أمراض مثل الكوليرا والجدري والحمى المعوية وحمى التيفوئيد والأمراض التناسلية شائعةً. حتى مبنى المستشفى العام، الذي كان من المفترض أن يكون مؤسسة رعاية صحية «راقية» تم استبداله مرتين بحلول عام 1830 لأنه كان «متداعيًا ومليئًا بالثقوب».